# Bursera pontiveteris
Bursera pontiveteris är en tvåhjärtbladig växtart som beskrevs av Rzed., Calderón & Medina. Bursera pontiveteris ingår i släktet Bursera och familjen Burseraceae. Inga underarter finns listade i Catalogue of Life.